# Hrabstwo Muhlenberg
Hrabstwo Muhlenberg – hrabstwo w USA, w stanie Kentucky. Według danych z 2010 roku, hrabstwo zamieszkiwało 31839 osób. Siedzibą hrabstwa jest Greenville.

## Miasta
- Bremen
- Central City
- Drakesboro
- Greenville
- Powderly
- South Carrollton

## CDP
- Beechmont
- Dunmor
- Graham
- Moorman